# B.Shanboganahalli, Nagamangala
B.Shanboganahalli là một làng thuộc tehsil Nagamangala, huyện Mandya, bang Karnataka, Ấn Độ.